# Tillandsia pfeufferi
Tillandsia pfeufferi är en gräsväxtart som beskrevs av Werner Rauh. Tillandsia pfeufferi ingår i släktet Tillandsia och familjen Bromeliaceae. Inga underarter finns listade i Catalogue of Life.